# Колодезный (Воронежская область)
Колодезный — посёлок Каширского района Воронежской области. Административный центр Колодезянского сельского поселения.
Расположен в 7 км к северо-востоку от Нововоронежа и в 35 км к югу от Воронежа.
В посёлке находится железнодорожная станция Колодезная на линии Воронеж — Лиски.

## Население
| 1979 | 2002  | 2010  | 2021  |
| ---- | ----- | ----- | ----- |
| 6241 | ↘5939 | ↘5736 | ↘5253 |

## История
Возник как железнодорожная станция на пути из Воронежа в Лиски в XIX веке, для дозаправки водой паровозов.
Еще в середине 19 века на месте этого большого поселка ни чего не было. Ровное место, буквально не на чем остановить глаз - ни кустика, ни деревца. Но вот в конце 1860-х годов пришли сюда с лопатами и тачками крестьяне соседних селений Олень-Колодезь, Боево, Круглое, Левая Россошь и других. Не сами пришли - пригнала их сюда нужда. Эти люди строили железную дорогу, идущую из Воронежа на Ростов. Сначала на месте будущего поселка появились бараки.
Затем, после того, как в 1870 г. начала действовать дорога, здесь был открыт полустанок. Рядом с бараками вырос станционный домик. В одном из справочников, выпущенных в 1887 г., указывается, что около полустанка имелось 5 строений и здесь насчитывалось 36 жителей. Видимо, строениями являлись бараки, которые в 1900 г. уже не существовали. 
В начале нынешнего века поселок продолжал оставаться маленьким. Здесь находились служебное помещение, дом при водокачке, изба некоего Ник.Вас.Шухмина. Численность жителей поселка составляла 65 человек. Но значение станции росло в силу ее географического положения. В книге "Россия", том 2, изданной в 1902 г., указывается, что на станции грузилось до 75 тыс. пудов разных грузов в год. Главным предметом погрузки была гречневая крупа с большой крупорушки богача Стукалова из соседнего села Олень-Колодезь.
Менее чем за 10 лет грузооборот станции увеличился почти в 10 раз! В 1911 году с Колодезной отправлено 746 тыс. пудов грузов, в том числе 303 тыс. пудов зерна. Значение этой станции, причину ее роста правильно определил краевед Ф.Рындин, который писал: "Колодезная, ж.д. станция на линии Козлов-Ростов. Станция стягивает грузы с севера Коротоякского и юга Воронежского уездов и обслуживает нужды двух второстепенных торговых центров сел Левая Россошь и Боево."
Но поселок до самой Октябрьской революции продолжал оставаться маленьким. В канун революции здесь насчитывалось 9 домов. Поселок бурно растет в годы Советской власти. Для сравнения приведем такие цифры: в 1928 г. - 123 жителя, в 1956 г. - 3176 жителей.
О названии поселка. 
В данной местности есть ручей, который носил такое имя - Олень-Колодезь. Колодезями лет 300 назад называли ручьи и небольшие речки, вытекающие из родников. Возможно, что на одном из таких ручьев русские люди видели оленей. В 18 веке здесь возникло село Олень-Колодезь. Полустанок, появившийся рядом, в справочнике 1887 г. отмечен под именем Олень-Колодезянский. Уже в документах 1900 г. станция именуется более кратко - Колодезная. Это название автоматически перешло на выросший рядом поселок - Колодезный.